# Flavobacterium xinjiangense
 Flavobacterium xinjiangense ist eine Art von Bakterien. Die Art zählt zu den Bacteroidetes.

## Merkmale
Die Art Flavobacterium xinjiangense ist Gram-negativ. In einen PYG-Nährmedium (Pepton Hefe Glukose Nährlösung) sind die Kolonien rund, glatt, konvex mit einem klar definierten Rand. Die Zellen sind stäbchenförmig, die Länge liegt zwischen 2,5–5 µm und 0,8 µm in Breite. Geißeln sind nicht vorhanden, auch gleitende Bewegung (gliding motility) findet nicht statt. Die gleitende Bewegung kann man bei vielen anderen Arten der Gattung beobachten. In den ersten Beschreibungen der Gattung wurde Flavobacterium branchiophilum noch als einziges Bakterium der Gattung beschrieben, welches sich nicht gleitend fortbewegt. Im Laufe der Zeit wurden allerdings noch viele weitere Arten beschrieben, die ebenfalls nicht in der Lage sind, sich mit Hilfe einer gleitenden Bewegung zu bewegen, wie z. B. Flavobacterium antarcticum, F. degerlachei und F. frigidarium
Flavobacterium xinjiangense ist wie alle Arten von Flavobacterium heteroorganotroph. Der Stoffwechselweg ist die aerobe Atmung. Maximale Chloridwerte (NaCl), bei denen Wachstum möglich ist, liegen bei 3,5 %. Flavobacterium xinjiangense ist psychrophil („kälteliebend“), 11 °C ist die optimale Temperatur für das Wachstum. Ab 20 °C findet kein Wachstum mehr statt. Der Katalase-Test und der Oxidase-Test verläuft wie bei den meisten Arten von Flavobacterium positiv. Nitrat wird nicht reduziert. Das bei der Familie Flavobacteriaceae häufig vorkommende Pigment Flexirubin ist hier nicht vorhanden. Der GC-Gehalt der DNA liegt bei 34 %.

## Systematik
Flavobacterium xinjiangense wurde von Fei Zhu und Mitarbeitern im Jahr 2003 erstbeschrieben. Es zählt zu der Familie Flavobacteriaceae, welche wiederum zu der Klasse Bacteroidetes gestellt wird.

## Etymologie
Der Gattungsname Flavobacterium beruht auf dem lateinischen Wort „Bacterium“ (Bakterie) und auf dem ebenfalls lateinischen Wort „flavus“, welches Gelb bedeutet. Letzteres bezieht sich auf die Farben der Kolonien, welche von relativ bleich bis zu ausgeprägten Gelb reichen. Der Artname F. xinjiangense bezieht sich auf den Fundort im chinesischen Gebiet Xinjiang. Dort wurde das Bakterium im gefrorenen Boden auf einem Gletscher gefunden. Hier wurden schon mehrere neue Bakterienarten, welche auf kalte Umgebung spezialisiert sind (also psychrophil sind), isoliert. Beispiele sind Flavobacterium omnivorum, ebenfalls von Fei Zhu und Mitarbeiter beschrieben, sowie Flavobacterium glaciei beschrieben von einer Gruppe um De-Chao Zhang. Es handelt sich dort um ein relativ einfaches und abgeschlossenes Ökosystem.